# Biodiversidade

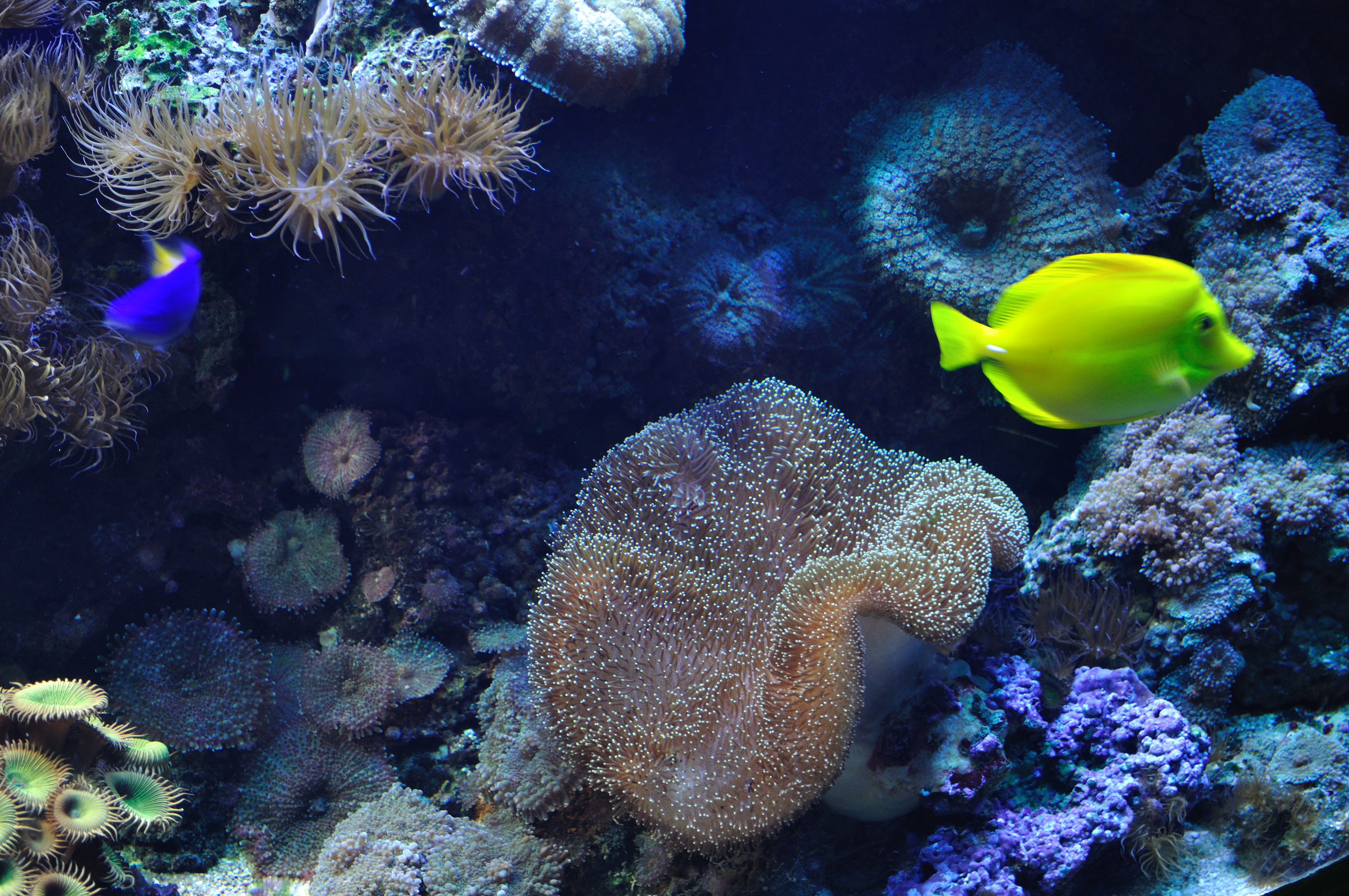
Biodiversidade de um recife de coral.

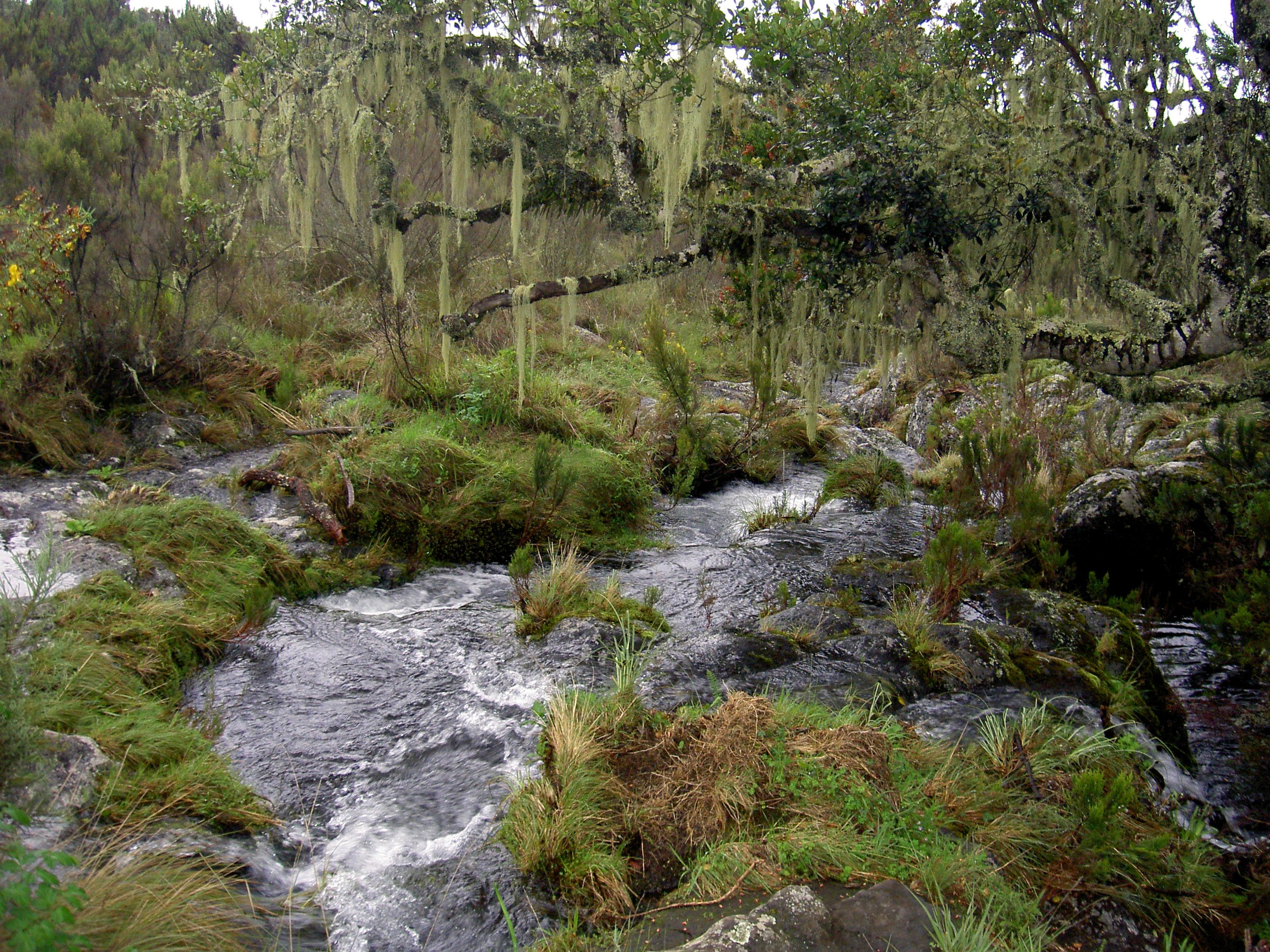
Florestas húmidas são um exemplo de biodiversidade do planeta e, normalmente, possuem uma grande biodiversidade de espécies.

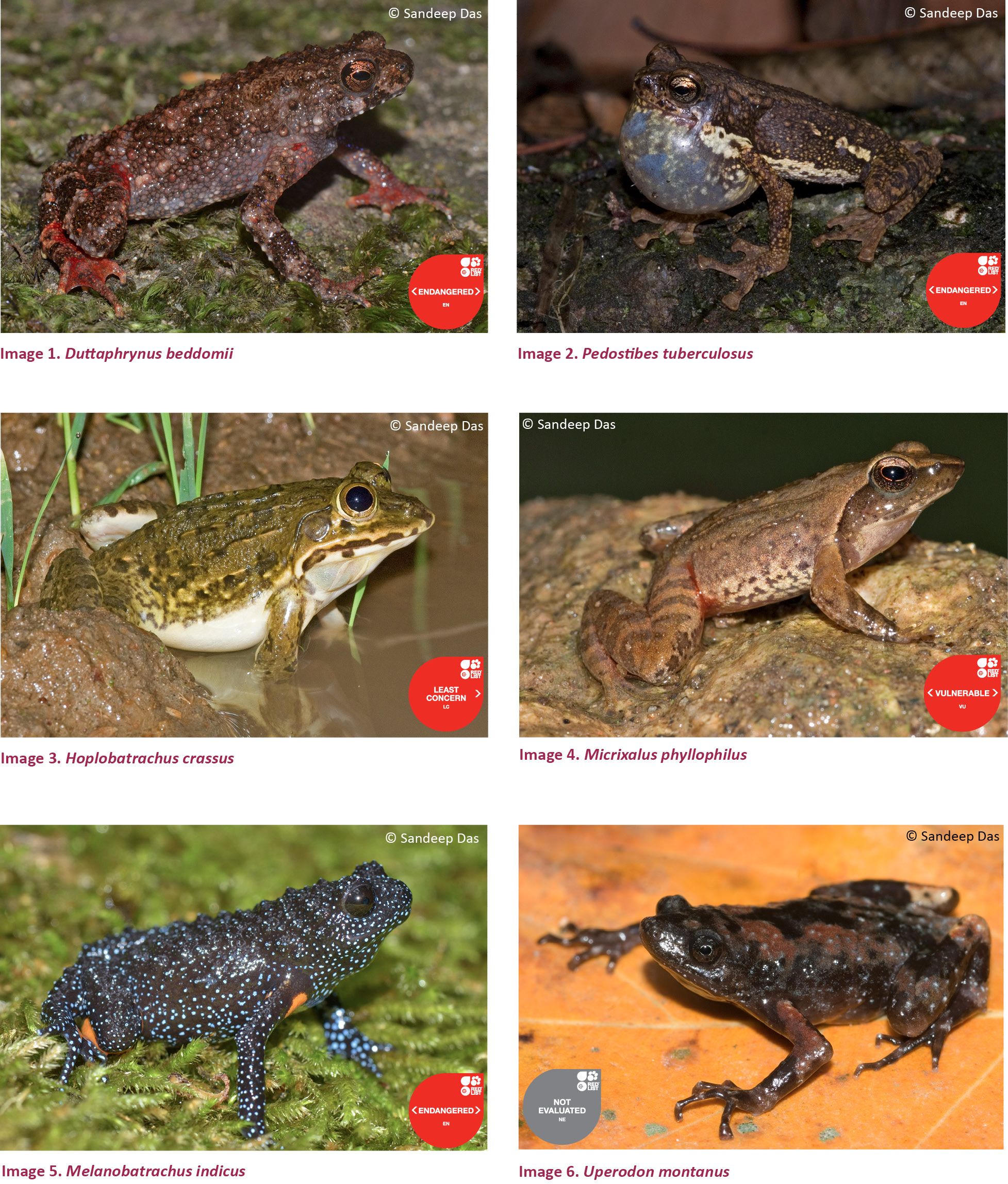
Exemplos de anfíbios.

Biodiversidade, ou diversidade biológica, pode ser definida como a variabilidade entre os seres vivos de todas as origens, a terrestre, a marinha e outros ecossistemas aquáticos, e os complexos ecológicos dos quais fazem parte. Essa variabilidade aparece apenas como resultado da natureza em si, sem sofrer intervenção humana. Assim, ela pode variar de acordo com as diferentes regiões ecológicas. Refere-se, portanto, à variedade de vida no planeta Terra, incluindo a variedade genética dentro das populações e espécies, a variedade de espécies da flora, da fauna, de fungos microscópicos e de micro-organismos.
Pode-se compreender, do termo "conservação", a manutenção dos recursos que constituem a terra, bem como os seres vivos que a compõem, dentre eles, o homem. Difere-se da preservação (que exclui o fator humano para que seja possível a manutenção supracitada), considerando que o homem, principal responsável pela degradação do meio ambiente, é parte dele.
Em ecologia, a conservação se refere aos estudos direcionados à conservação de fauna e flora de um ambiente, podendo ser a respeito de diversos grupos ou direcionado à espécies individuais envolvendo seu nicho e habitat. Ela se baseia em alguns pressupostos, incluindo que a diversidade biológica e a evolução são positivas, e que a diversidade biológica tem valor por si só. Mesmo na ausência de ação antrópica, a diversidade biológica não se mantém inalterada ao longo do tempo. Ela ela muda e se adapta de acordo com as variações do ambiente que a compõe. No entanto, as ações antrópicas podem agravar alguns problemas ambientais, como a alteração e perda de habitats, exploração predatória de recursos, introdução de espécies exóticas em diferentes ecossistemas, aumento de patógenos e tóxicos ambientais e as mudanças climáticas.
Essa área de estudo tem como seus principais objetivos entender os efeitos dessas ações antrópicas no ecossistema, além de também apresentar um papel muito importante na reintrodução de espécies ameaçadas. Um ambiente ecologicamente conservado proporciona uma diversidade de recursos muito maior para ser consumida, assim, a busca de um ecossistema equilibrado é vantajosa para todos os seres que dele usufruem direta ou indiretamente.
A biodiversidade refere-se tanto ao número de diferentes categorias biológicas quanto à abundância relativa (equitatividade) dessas categorias. E inclui variabilidade ao nível local, complementaridade biológica entre habitats e variabilidade entre paisagens. Ela inclui, assim, a totalidade dos recursos vivos, ou biológicos, e dos recursos genéticos, e seus componentes. A espécie humana depende da biodiversidade para a sua sobrevivência.
A biologia de conservação busca integrar políticas de conservação com as teorias que provêm de diversos campos científicos que dão lhe dão sustentação, entre elas, ecologia, demografia, biologia populacional, genética, taxonomia e também de ciências de outros campos, como a economia, geografia, antropologia, sociologia e outras. Essa união ocorre para que haja o estabelecimento de métodos efetivos para solucionar alguns dos problemas que a biologia da conservação precisa resolver. Um exemplo da importância dessa interdisciplinaridade é a implementação de unidades de conservação, que abrange muitos fatores além dos ecológicos, como o fator sociocultural dos moradores das regiões que são implementadas como tais unidades.
O termo foi criado por Thomas Lovejoy, mas não há uma definição consensual de biodiversidade. Uma definição é: "medida da diversidade relativa entre organismos presentes em diferentes ecossistemas". Esta definição inclui diversidade dentro da espécie, entre espécies e diversidade comparativa entre ecossistemas.
Outra definição, mais desafiante, é "totalidade dos genes, espécies e ecossistemas de uma região". Esta definição unifica os três níveis tradicionais de diversidade entre seres vivos:
- diversidade genética - diversidade dos genes em uma espécie;
- diversidade de espécies - diversidade entre espécies;
- diversidade de ecossistemas - diversidade em um nível mais alto de organização, incluindo todos os níveis de variação desde o genético.

## Definições

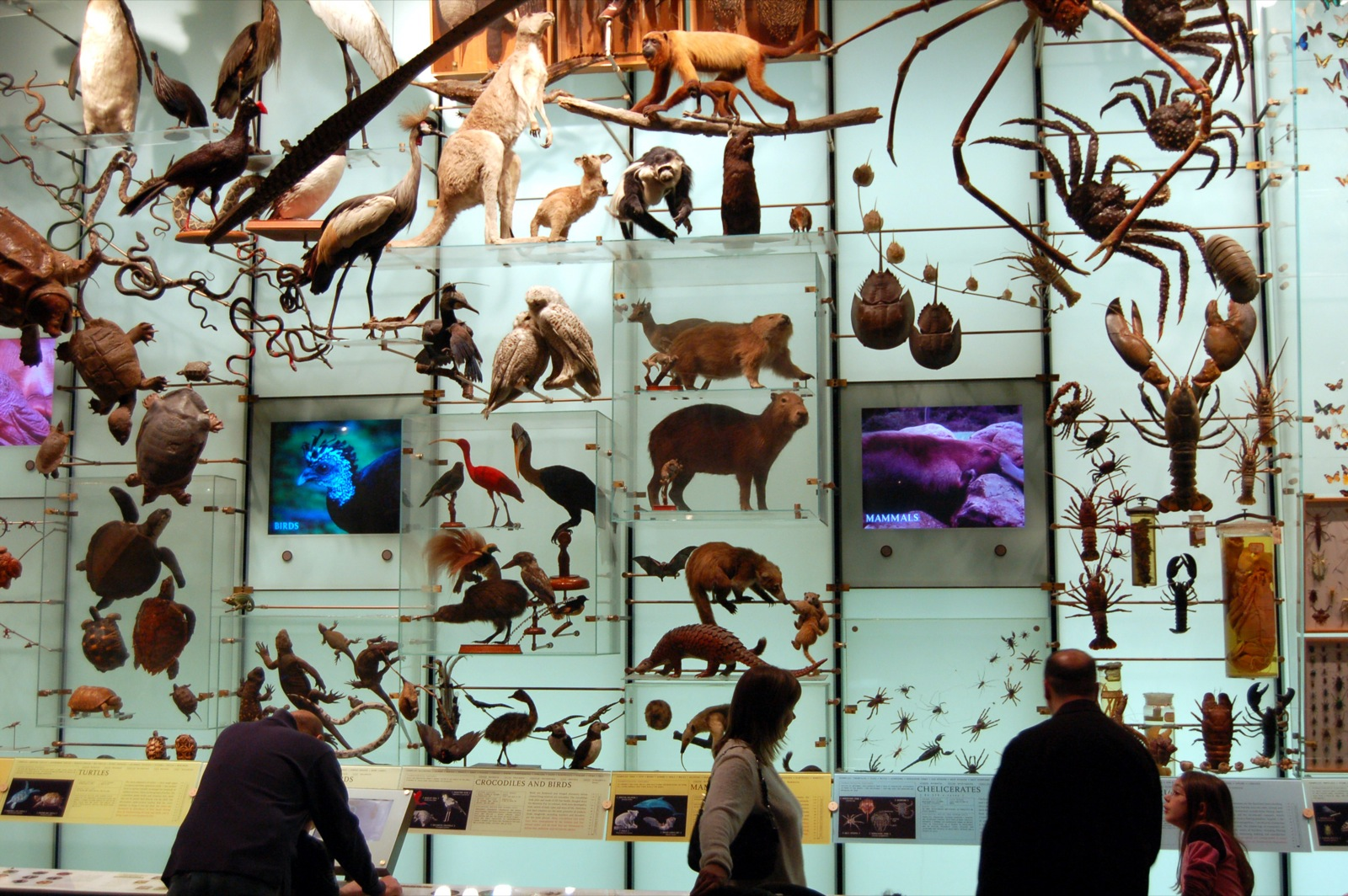
Exibidos em um museu, vários modelos de espécies de vários táxons e ordens visualizam a variedade da vida na Terra.

Os biólogos definem frequentemente a biodiversidade como a "totalidade de genes, espécies e ecossistemas. Uma vantagem desta definição é que ela apresenta uma visão unificada dos tipos tradicionais de variedade biológica previamente identificados:
- diversidade taxonômica (geralmente medida no nível de diversidade de espécies)[13]
- diversidade ecológica (frequentemente vista da perspectiva da diversidade do ecossistema)[13]
- diversidade morfológica (que deriva da diversidade genética e da diversidade molecular)[14]
- diversidade funcional (que é uma medida do número de espécies funcionalmente díspares dentro de uma população (por exemplo, diferentes mecanismos de alimentação, diferentes motilidades, predador vs presa, etc.)[15]

A biodiversidade é mais comumente usada para substituir os termos mais claramente definidos e há muito estabelecidos, diversidade de espécies e riqueza de espécies. Entretanto, não há uma definição concreta para biodiversidade, pois sua definição continua sendo definida. Outras definições incluem (em ordem cronológica):
- Uma definição explícita consistente com esta interpretação foi dada pela primeira vez num artigo de Bruce A. Wilcox encomendado pela União Internacional para a Conservação da Natureza e dos Recursos Naturais (UICN) para a Conferência Mundial de Parques Nacionais de 1982.[17] A definição de Wilcox era "A diversidade biológica é a variedade de formas de vida... em todos os níveis dos sistemas biológicos (ou seja, molecular, organísmico, populacional, de espécies e ecossistema)...".[17]
- Uma publicação de Wilcox em 1984: A biodiversidade pode ser definida geneticamente como a diversidade de alelos, genes e organismos. Eles estudam processos como mutação e transferência de genes que impulsionam a evolução.[17]
- A Cimeira da Terra das Nações Unidas de 1992 definiu a diversidade biológica como "a variabilidade entre organismos vivos de todas as origens, incluindo, inter alia, os ecossistemas terrestres, marinhos e outros ecossistemas aquáticos e os complexos ecológicos dos quais fazem parte: isto inclui a diversidade dentro das espécies, entre espécies e de ecossistemas".[18] Esta definição é usada na Convenção das Nações Unidas sobre Diversidade Biológica.[18]
- A definição de Gaston e Spicer no seu livro "Biodiversidade: uma introdução" em 2004 é "variação da vida em todos os níveis de organização biológica".[19]
- A Organização das Nações Unidas para a Alimentação e a Agricultura (FAO) definiu a biodiversidade em 2019 como “a variabilidade que existe entre os organismos vivos (tanto dentro das espécies como entre elas) e os ecossistemas dos quais fazem parte”.[20]

## Número de espécies
Segundo estimativas de Mora et al. (2011), existem aproximadamente 8,7 milhões de espécies terrestres e 2,2 milhões de espécies oceânicas. Os autores observam que essas estimativas são mais fortes para organismos eucarióticos e provavelmente representam o limite inferior da diversidade procariota. Outras estimativas incluem:
- 220.000 plantas vasculares, estimadas pelo método da relação espécie-área[22]
- 0,7-1 milhões de espécies marinhas[23]
- 10–30 milhões de insetos;[24] (de cerca de 0,9 milhões que conhecemos hoje)[25]
- 5–10 milhões de bactérias;[26]
- 1,5-3 milhões de fungos, estimativas baseadas em dados dos trópicos, locais não tropicais de longo prazo e estudos moleculares que revelaram especiação crítica.[27] Cerca de 0,075 milhões de espécies de fungos foram documentadas até 2001;[28]
- 1 milhão de ácaros[29]
- O número de espécies microbianas não é conhecido de forma fiável, mas a Expedição Global de Amostragem Oceânica aumentou drasticamente as estimativas da diversidade genética ao identificar um enorme número de novos genes a partir de amostras de plâncton próximo da superfície em vários locais marinhos, inicialmente durante o período de 2004-2006.[30] As descobertas podem eventualmente causar uma mudança significativa na forma como a ciência define espécies e outras categorias taxonômicas.[31][32]

Como a taxa de extinção aumentou, muitas espécies existentes podem se extinguir antes de serem descritas. Não é de surpreender que, nos animais, os grupos mais estudados sejam as aves e os mamíferos, enquanto os peixes e os artrópodes são os grupos animais menos estudados.

## Perda atual de biodiversidade

O Relatório Planeta Vivo 2024 do Fundo Mundial para a Natureza concluiu que as populações de vida selvagem diminuíram em média 73% desde 1970.

Durante o último século, reduções na biodiversidade têm sido cada vez mais observadas. Em 2007, estimou-se que até 30% de todas as espécies estariam extintas até 2050. Destas, cerca de um oitavo das espécies vegetais conhecidas estão ameaçadas de extinção. As estimativas chegam a 140.000 espécies por ano (com base na teoria espécie-área). Este número indica práticas ecológicas insustentáveis, porque poucas espécies emergem a cada ano. A taxa de perda de espécies é maior agora do que em qualquer outro momento da história da humanidade, com extinções a ocorrerem a taxas centenas de vezes superiores às taxas de extinção. Espera-se que continue a crescer nos próximos anos. Em 2012, alguns estudos sugeriram que 25% de todas as espécies de mamíferos poderiam estar extintas em 20 anos.
Em termos absolutos, o planeta perdeu 58% da sua biodiversidade desde 1970, de acordo com um estudo de 2016 do World Wildlife Fund. O Relatório Planeta Vivo de 2014 afirma que "o número de mamíferos, aves, répteis, anfíbios e peixes em todo o mundo é, em média, cerca de metade do tamanho que era há 40 anos". Desse número, 39% correspondem à extinção da vida selvagem terrestre, 39% à extinção da vida selvagem marinha e 76% à extinção da vida selvagem de água doce. A biodiversidade foi mais afetada na América Latina, despencando 83%. Os países de alta renda apresentaram um aumento de 10% na biodiversidade, que foi anulado por uma perda nos países de baixa renda. Isto acontece apesar do fato de os países de rendimento elevado utilizarem cinco vezes mais recursos ecológicos do que os países de rendimento baixo, o que foi explicado como resultado de um processo em que as nações ricas estão a externalizar a escassez de recursos para as nações mais pobres, que estão a sofrer as maiores perdas de ecossistemas.
Um estudo de 2017 publicado na PLOS One concluiu que a biomassa da vida dos insetos na Alemanha tinha diminuído em três quartos nos últimos 25 anos. Dave Goulson da Universidade de Sussex declarou que o seu estudo sugeria que os humanos "parecem estar a tornar vastas extensões de terra inóspitas para a maioria das formas de vida, e estão actualmente a caminho do Armagedon ecológico. Se perdermos os insetos, então tudo irá entrar em colapso."
Em 2020, a World Wildlife Foundation publicou um relatório dizendo que "a biodiversidade está sendo destruída em um ritmo sem precedentes na história da humanidade". O relatório afirma que 68% da população das espécies examinadas foi destruída nos anos de 1970 a 2016.

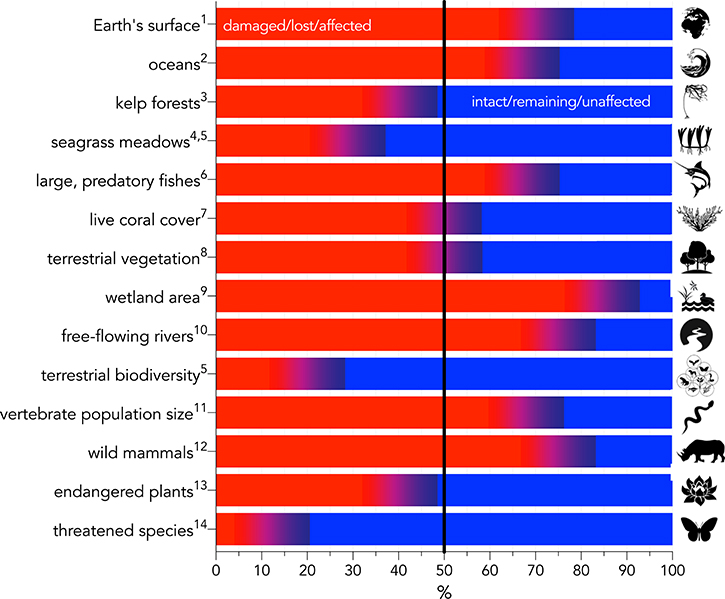
Resumo das principais categorias de mudanças ambientais relacionadas à biodiversidade expressas como uma porcentagem de mudanças causadas pelo homem (em vermelho) em relação à linha de base (azul)

Das 70.000 espécies monitorizadas, cerca de 48% estão a sofrer declínios populacionais devido à atividade humana (em 2023), enquanto apenas 3% têm populações crescentes.
As taxas de declínio da biodiversidade na atual sexta extinção em massa correspondem ou excedem as taxas de perda nos cinco eventos anteriores de extinção em massa no registo fóssil. A perda de biodiversidade é, de fato, “uma das manifestações mais críticas do Antropoceno” (desde cerca da década de 1950); o declínio contínuo da biodiversidade constitui “uma ameaça sem precedentes” à existência continuada da civilização humana.
A perda de biodiversidade resulta na perda de capital natural que fornece bens e serviços ecossistêmicos. As espécies hoje estão sendo extintas a uma taxa de 100 a 1.000 vezes maior do que a taxa normal, e a taxa de extinção está aumentando. Este processo destrói a resiliência e a adaptabilidade da vida na Terra.
Em 2006, muitas espécies foram formalmente classificadas como raras, ameaçadas ou em perigo de extinção; além disso, os cientistas estimam que milhões de espécies estão em risco e não foram formalmente reconhecidas. Cerca de 40 por cento das 40.177 espécies avaliadas usando os critérios da Lista Vermelha da UICN estão agora listadas como ameaçadas de extinção — um total de 16.119. No final de 2022, 9.251 espécies foram consideradas criticamente ameaçadas pela IUCN.
Numerosos cientistas e o Relatório de Avaliação Global sobre Biodiversidade e Serviços Ecossistémicos do IPBES afirmam que o crescimento da população humana e o consumo excessivo são os principais fatores deste declínio. No entanto, outros cientistas criticaram esta descoberta e dizem que a perda de habitat causada pelo “crescimento de produtos para exportação” é o principal motor.
No entanto, alguns estudos salientaram que a destruição do habitat para a expansão da agricultura e a sobre-exploração da vida selvagem são os fatores mais significativos da perda contemporânea da biodiversidade, e não as alterações climáticas.

## Distribuição
A biodiversidade não é distribuída uniformemente, mas varia muito ao redor do mundo, bem como dentro de regiões e estações. Entre outros fatores, a diversidade de todos os seres vivos (biota) depende da temperatura, da precipitação, da altitude, dos solos, da geografia e das interações entre outras espécies. O estudo da distribuição espacial de organismos, espécies e ecossistemas é a ciência da biogeografia.
A diversidade é consistentemente maior nos trópicos e em outras regiões localizadas, como a Região Florística do Cabo, e menor nas regiões polares em geral. As florestas tropicais que têm climas húmidos há muito tempo, como o Parque Nacional Yasuní no Equador, têm uma biodiversidade particularmente elevada.
Acredita-se que a biodiversidade terrestre seja até 25 vezes maior que a biodiversidade oceânica. As florestas abrigam a maior parte da biodiversidade terrestre da Terra. A conservação da biodiversidade mundial depende, portanto, inteiramente da forma como interagimos com as florestas do mundo e as utilizamos. Um novo método usado em 2011 colocou o número total de espécies na Terra em 8,7 milhões, dos quais 2,1 milhões estima-se que vivam no oceano. Entretanto, esta estimativa parece sub-representar a diversidade de microrganismos. As florestas fornecem habitats para 80% das espécies de anfíbios, 75% das espécies de aves e 68% das espécies de mamíferos. Cerca de 60% de todas as plantas vasculares são encontradas em florestas tropicais. Os mangais proporcionam zonas de reprodução e viveiros para inúmeras espécies de peixes e crustáceos e ajudam a reter sedimentos que, de outra forma, poderiam afectar negativamente os tapetes de ervas marinhas e os recifes de corais, que são habitats para muitas outras espécies marinhas. As florestas abrangem cerca de 4 bilhões de acres (quase um terço da massa terrestre da Terra) e abrigam aproximadamente 80% da biodiversidade mundial. Cerca de 1 bilhão de hectares são cobertos por florestas primárias. Mais de 700 milhões de hectares de florestas do mundo estão oficialmente protegidos.
A biodiversidade das florestas varia consideravelmente de acordo com fatores como o tipo de floresta, a geografia, o clima e os solos – além do uso humano. A maioria dos habitats florestais em regiões temperadas abrigam relativamente poucas espécies animais e vegetais e espécies que tendem a ter grandes distribuições geográficas, enquanto as florestas montanhosas da África, América do Sul e Sudeste Asiático e as florestas de planície da Austrália, litoral do Brasil, ilhas do Caribe, América Central e Sudeste Asiático insular têm muitas espécies com pequenas distribuições geográficas. Áreas com densas populações humanas e uso intenso de terras agrícolas, como Europa, partes de Bangladesh, China, Índia e América do Norte, são menos intactas em termos de biodiversidade. O norte de África, o sul da Austrália, o litoral do Brasil, Madagáscar e a África do Sul também são identificados como áreas com perdas marcantes na integridade da biodiversidade. As florestas europeias nos países da UE e de países terceiros abrangem mais de 30% da massa terrestre da Europa (cerca de 227 milhões de hectares), o que representa um crescimento de quase 10% desde 1990.

### Gradientes latitudinais
Em geral, há um aumento da biodiversidade dos polos para os trópicos. Assim, localidades em latitudes mais baixas têm mais espécies do que localidades em latitudes mais altas. Isso é frequentemente chamado de gradiente latitudinal na diversidade de espécies. Vários fatores ecológicos podem contribuir para o gradiente, mas o fator final por trás de muitos deles é a maior temperatura média no equador em comparação com a dos pólos.
Embora a biodiversidade terrestre diminua do equador para os pólos, alguns estudos afirmam que esta característica não é verificada nos ecossistemas aquáticos, especialmente nos ecossistemas marinhos. A distribuição latitudinal dos parasitas não parece seguir esta regra. Além disso, nos ecossistemas terrestres, a diversidade bacteriana do solo demonstrou ser mais elevada nas zonas climáticas temperadas, e foi atribuída às entradas de carbono e à conectividade do habitat.
Em 2016, uma hipótese alternativa ("a biodiversidade fractal") foi proposta para explicar o gradiente latitudinal da biodiversidade. Neste estudo, o tamanho do conjunto de espécies e a natureza fractal dos ecossistemas foram combinados para esclarecer alguns padrões gerais desse gradiente. Esta hipótese considera a temperatura, a umidade e a produção primária líquida (PPL) como as principais variáveis de um nicho ecossistêmico e como o eixo do hipervolume ecológico. Desta forma, é possível construir hipervolumes fractais, cuja dimensão sobe para três à medida que se aproxima do equador.

### Pontos críticos de biodiversidade
Um hotspot de biodiversidade é uma região com um alto nível de espécies endêmicas que sofreram grande perda de habitat. O termo hotspot foi introduzido em 1988 por Norman Myers. Embora os pontos críticos estejam espalhados por todo o mundo, a maioria são áreas florestais e a maioria está localizada nos trópicos.
A Mata Atlântica do Brasil é considerada um desses hotspots, contendo cerca de 20.000 espécies de plantas, 1.350 vertebrados e milhões de insetos, cerca de metade dos quais não ocorrem em nenhum outro lugar. A ilha de Madagascar e a Índia também são particularmente notáveis. A Colômbia é caracterizada pela alta biodiversidade, com a maior taxa de espécies por unidade de área do mundo e tem o maior número de endemias (espécies que não são encontradas naturalmente em nenhum outro lugar) de qualquer país. Cerca de 10% das espécies da Terra podem ser encontradas na Colômbia, incluindo mais de 1.900 espécies de pássaros, mais do que na Europa e América do Norte juntas. A Colômbia tem 10% das espécies de mamíferos do mundo, 14% das espécies de anfíbios e 18% das espécies de pássaros do mundo. As florestas caducifólias secas e as florestas tropicais de planície de Madagáscar possuem uma elevada taxa de endemismo. Desde que a ilha se separou do continente africano 66 milhões de anos atrás, muitas espécies e ecossistemas evoluíram de forma independente. As 17.000 ilhas da Indonésia cobrem 735.355 square miles (1.904.560 km2)   e contêm 10% das plantas com flores do mundo, 12% dos mamíferos e 17% dos répteis, anfíbios e aves — juntamente com quase 240 milhões de pessoas. Muitas regiões de elevada biodiversidade e/ou endemismo surgem de habitats especializados que requerem adaptações invulgares, por exemplo, ambientes alpinos em altas montanhas ou turfeiras do norte da Europa.
Medir com precisão as diferenças na biodiversidade pode ser difícil. O viés de seleção entre pesquisadores pode contribuir para pesquisas empíricas tendenciosas em estimativas modernas de biodiversidade. Em 1768, o Rev. Gilbert White observou sucintamente sobre Selborne, Hampshire: "toda a natureza é tão rica que aquele distrito produz a maior variedade que é mais examinada".

## Evolução ao longo de períodos geológicos
A biodiversidade é o resultado de 3,5 bilhões de anos de evolução. A origem da vida não foi estabelecida pela ciência, no entanto, algumas evidências sugerem que a vida já pode ter sido bem estabelecida apenas algumas centenas de milhões de anos após a formação da Terra. Até aproximadamente 2,5 bilhões de anos, toda a vida consistia em microrganismos – arqueas, bactérias e protozoários e protistas unicelulares.

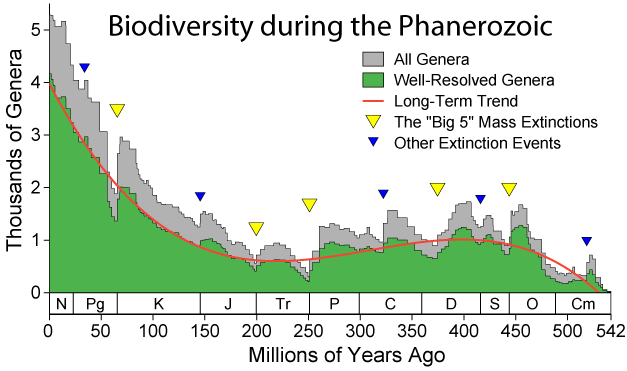
Diversidade aparente de fósseis marinhos durante o Fanerozóico

A biodiversidade cresceu rapidamente durante o Fanerozóico (os últimos 540 milhões de anos), especialmente durante a chamada explosão Cambriana — um período durante o qual quase todos os filos de organismos multicelulares apareceram pela primeira vez. No entanto, estudos recentes sugerem que esta diversificação começou antes, pelo menos no Ediacarano, e que continuou no Ordoviciano. Nos próximos 400 milhões de anos ou mais, a diversidade de invertebrados mostrou pouca tendência geral e a diversidade de vertebrados mostra uma tendência exponencial geral. Este aumento dramático na diversidade foi marcado por perdas periódicas e massivas de diversidade, classificadas como eventos de extinção em massa. Uma perda significativa ocorreu em vertebrados com membros anamnióticos quando as florestas tropicais entraram em colapso no Carbonífero, mas os amniotas parecem ter sido pouco afetados por este evento; sua diversificação desacelerou mais tarde, em torno da fronteira Asseliana/Sakmariana, no início do Cisuraliano (início do Permiano), cerca de 293 milhões de anos atrás. O pior foi o evento de extinção do Permiano-Triássico, 251 milhões de anos atrás. Os vertebrados levaram 30 milhões de anos para se recuperar deste evento.
O mais recente grande evento de extinção em massa, o evento de extinção Cretáceo-Paleogeno, ocorreu há 66 milhões de anos atrás. Este período atraiu mais atenção do que outros porque resultou na extinção dos dinossauros, que foram representados por muitas linhagens no final do Maastrichtiano, pouco antes desse evento de extinção. No entanto, muitos outros táxons foram afetados por esta crise, que afetou até mesmo os táxons marinhos, como os amonites, que também foram extintos nessa época.
A biodiversidade do passado é chamada de Paleobiodiversidade. O registo fóssil sugere que os últimos milhões de anos caracterizaram a maior biodiversidade da história. No entanto, nem todos os cientistas apoiam esta visão, uma vez que existe incerteza quanto ao quão fortemente o registo fóssil é enviesado pela maior disponibilidade e preservação de secções geológicas recentes. Alguns cientistas acreditam que, corrigida pelos artefatos de amostragem, a biodiversidade moderna pode não ser muito diferente da biodiversidade 300 milhões de anos atrás, enquanto outros consideram o registo fóssil razoavelmente reflexivo da diversificação da vida. As estimativas da atual diversidade macroscópica global de espécies variam de 2 milhões para 100 milhões, com uma estimativa melhor de algo em torno de 9 milhões, a grande maioria artrópodes. A diversidade parece aumentar continuamente na ausência de seleção natural.

### Diversificação
A existência de uma capacidade de suporte, limitando a quantidade de vida que pode viver ao mesmo tempo, é debatida, assim como a questão de se tal limite também limitaria o número de espécies. Enquanto os registos da vida no mar mostram um padrão logístico de crescimento, a vida em terra (insectos, plantas e tetrápodes) mostra um aumento exponencial na diversidade. Como afirma um autor, "os tetrápodes ainda não invadiram 64 por cento dos modos potencialmente habitáveis e pode ser que, sem a influência humana, a diversidade ecológica e taxonômica dos tetrápodes continue a aumentar exponencialmente até que a maior parte ou a totalidade do eco-espaço disponível seja preenchido".
Parece também que a diversidade continua a aumentar ao longo do tempo, especialmente após extinções em massa.
Por outro lado, as mudanças ocorridas no Fanerozóico correlacionam-se muito melhor com o modelo hiperbólico (amplamente utilizado em biologia populacional, demografia e macrossociologia, bem como na biodiversidade fóssil) do que com os modelos exponencial e logístico. Os últimos modelos implicam que as mudanças na diversidade são guiadas por um feedback positivo de primeira ordem (mais ancestrais, mais descendentes) e/ou um feedback negativo decorrente da limitação de recursos. O modelo hiperbólico implica um feedback positivo de segunda ordem. Diferenças na força do feedback de segunda ordem devido a diferentes intensidades de competição interespecífica podem explicar a rediversificação mais rápida dos amonóides em comparação com os bivalves após a extinção do fim do Permiano. O padrão hiperbólico do crescimento populacional mundial surge de um feedback positivo de segunda ordem entre o tamanho da população e a taxa de crescimento tecnológico. O caráter hiperbólico do crescimento da biodiversidade pode ser igualmente explicado por uma retroalimentação entre a diversidade e a complexidade da estrutura da comunidade. A semelhança entre as curvas da biodiversidade e da população humana provavelmente advém do fato de ambas serem derivadas da interferência da tendência hiperbólica com a dinâmica cíclica e estocástica.
A maioria dos biólogos concorda, no entanto, que o período desde o surgimento do homem é parte de uma nova extinção em massa, denominada evento de extinção do Holoceno, causada principalmente pelo impacto que os humanos estão tendo no meio ambiente. Tem sido argumentado que a taxa atual de extinção é suficiente para eliminar a maioria das espécies do planeta Terra em 100 anos.
Novas espécies são descobertas regularmente (em média entre 5 e 10.000 novas espécies a cada ano, a maioria delas insetos) e muitas, embora descobertas, ainda não estão classificadas (as estimativas são de que quase 90% de todos os artrópodes ainda não estão classificados). A maior parte da diversidade terrestre é encontrada nas florestas tropicais e, em geral, a terra tem mais espécies do que o oceano; cerca de 8,7 milhões de espécies podem existir na Terra, das quais cerca de 2,1 milhões vivem no oceano.

### Diversidade de espécies em períodos geológicos
Estima-se que entre 5 e 50 mil milhões de espécies tenham existido no planeta. Assumindo que pode haver um máximo de cerca de 50 milhões de espécies atualmente vivas, é lógico que mais de 99% das espécies do planeta foram extintas antes da evolução dos humanos. As estimativas sobre o número de espécies atuais da Terra variam de 10 milhões para 14 milhões, dos quais cerca de 1,2 milhões foram documentados e mais de 86% ainda não foram descritos. No entanto, um relatório científico de maio de 2016 estima que existam atualmente 1 bilhão de espécies na Terra, com apenas um milésimo de um por cento descrito. A quantidade total de pares de bases de DNA relacionados na Terra é estimada em 5,0 x 1037 e pesa 50 bilhões de toneladas. Em comparação, a massa total da biosfera foi estimada em cerca de quatro bilhões de toneladas de carbono. Em julho de 2016, cientistas relataram a identificação de um conjunto de 355 genes do último ancestral comum universal (LUCA) de todos os organismos que vivem na Terra.
A idade da Terra é de aproximadamente 4,54 bilhões de anos. A evidência indiscutível mais antiga de vida data de pelo menos 3,7 bilhões de anos atrás, durante a era Eoarqueana, depois que uma crosta geológica começou a se solidificar após o éon Hadeano derretido anterior. Existem fósseis de esteiras microbianas encontrados de 3,48 bilhões de anos descobertos na Austrália Ocidental. Outra evidência física inicial de uma substância biogênica é o grafite em rochas meta-sedimentares de 3,7  bilhões de anos descobertas na Groenlândia Ocidental. Mais recentemente, em 2015, foram encontrados “restos de vida biótica” em rochas de 4,1 bilhões de anos na Austrália Ocidental. Segundo um dos investigadores, “Se a vida tivesse surgido relativamente depressa na Terra... então poderia ser comum no universo”.

## Papel e benefícios

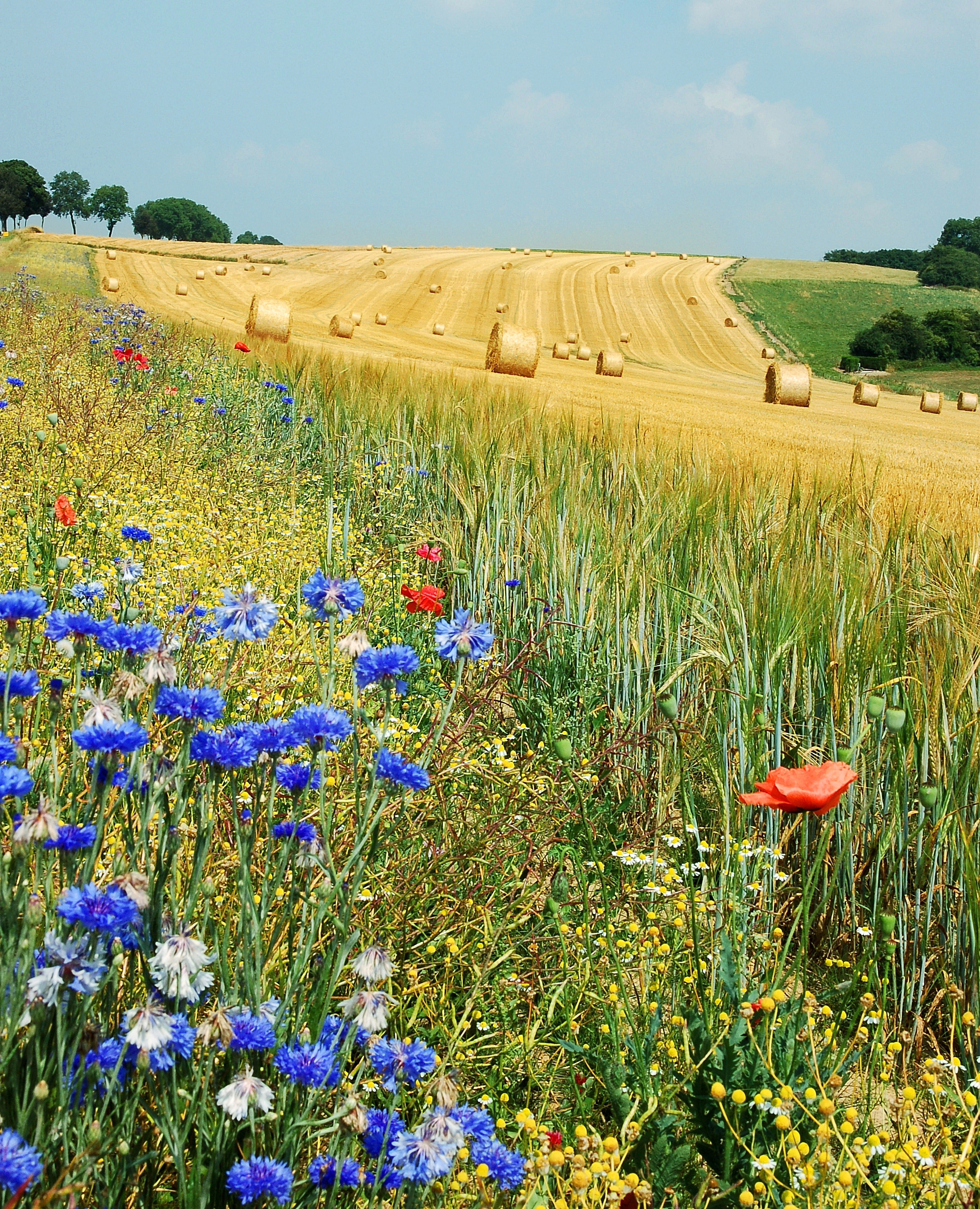
Campo de verão na Bélgica (Hamois). As flores azuis são Centaurea cyanus e as vermelhas são Papaver rhoeas.

### Serviços ecossistêmicos
Houve muitas alegações sobre o efeito da biodiversidade nos serviços ecossistêmicos, especialmente nos serviços de fornecimento e regulação. Algumas dessas alegações foram validadas, algumas são incorretas e algumas não têm evidências suficientes para tirar conclusões definitivas.
Os serviços ecossistêmicos foram agrupados em três tipos:
1. Serviços de fornecimento que envolvem a produção de recursos renováveis (por exemplo: alimentos, madeira, água doce)
2. Serviços de regulação que são aqueles que reduzem as mudanças ambientais (por exemplo: regulação climática, controle de pragas/doenças)
3. Os serviços culturais representam valor e prazer humanos (por exemplo: estética da paisagem, património cultural, recreação ao ar livre e significado espiritual)[137]

Experiências com ambientes controlados demonstraram que os humanos não conseguem construir facilmente ecossistemas para atender às necessidades humanas; por exemplo, a polinização por insetos não pode ser imitada, embora tenha havido tentativas de criar polinizadores artificiais usando veículos aéreos não tripulados. A atividade econômica da polinização por si só representou entre 2,1 e 14,6 bilhões de dólares em 2003. Outras fontes relataram resultados um tanto conflitantes e, em 1997, Robert Costanza e seus colegas relataram o valor global estimado dos serviços ecossistêmicos (não capturados nos mercados tradicionais) em uma média de US$ 33 trilhões anualmente.

#### Serviços de provisionamento
No que diz respeito aos serviços de fornecimento, uma maior diversidade de espécies tem os seguintes benefícios:
- Maior diversidade de espécies de plantas aumenta o rendimento de forragem (síntese de 271 estudos experimentais).[68]
- Uma maior diversidade de espécies de plantas (ou seja, diversidade dentro de uma única espécie) aumenta o rendimento global das culturas (síntese de 575 estudos experimentais).[142] Embora outra revisão de 100 estudos experimentais tenha relatado evidências mistas.[143]
- Uma maior diversidade de espécies de árvores aumenta a produção global de madeira (síntese de 53 estudos experimentais).[144] No entanto, não há dados suficientes para tirar uma conclusão sobre o efeito da diversidade de características das árvores na produção de madeira.[136]

#### Serviços de regulação
No que diz respeito à regulação dos serviços, uma maior diversidade de espécies tem os seguintes benefícios:
Maior diversidade de espécies
- de peixes aumenta a estabilidade do rendimento da pesca (síntese de 8 estudos observacionais)[136]
- de plantas aumenta o sequestro de carbono, mas note que esta descoberta se refere apenas à absorção real de dióxido de carbono e não ao armazenamento a longo prazo; (síntese de 479 estudos experimentais)[68]
- de plantas aumenta a remineralização de nutrientes do solo (síntese de 103 estudos experimentais), aumenta a matéria orgânica do solo (síntese de 85 estudos experimentais) e diminui a prevalência de doenças nas plantas (síntese de 107 estudos experimentais)[145]
- de preadadores naturais de pragas diminui as populações de pragas herbívoras (dados de duas revisões separadas; síntese de 266 estudos experimentais e observacionais;[146] Síntese de 18 estudos observacionais.)[147][148] Embora outra revisão de 38 estudos experimentais tenha encontrado apoio misto para esta afirmação, sugerindo que nos casos em que ocorre predação mútua dentro da guilda, uma única espécie predadora é frequentemente mais eficaz[149]

### Agricultura

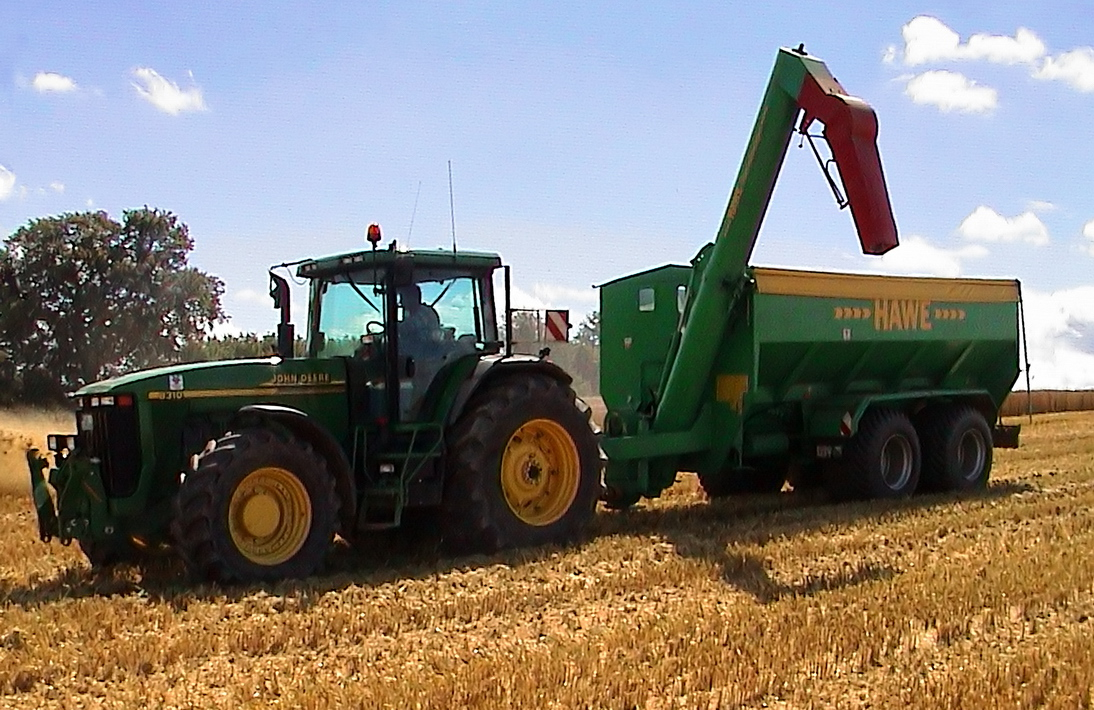
Produção agrícola, na foto está um trator e um silo de caçamba

A diversidade agrícola pode ser dividida em diversidade "planejada" ou diversidade "associada". Esta é uma classificação funcional que impomos e não uma característica intrínseca da vida ou da diversidade. A diversidade planeada inclui as culturas que um agricultor incentivou, plantou ou criou (por exemplo, culturas, coberturas, simbiontes e gado, entre outros), que podem ser contrastadas com a diversidade associada que chega às culturas, sem ser permitida (por exemplo, herbívoros, espécies de ervas daninhas e agentes patogénicos, entre outros).
A biodiversidade associada pode ser prejudicial ou benéfica. A biodiversidade benéfica associada inclui, por exemplo, polinizadores selvagens, como abelhas selvagens e moscas sirfídeos que polinizam as colheitas, bem como inimigos naturais e antagonistas de pragas e agentes patogénicos. A biodiversidade associada benéfica ocorre abundantemente em campos de cultivo e fornece múltiplos serviços ecossistêmicos, como controlo de pragas, ciclagem de nutrientes e polinização, que apoiam a produção agrícola.
Embora cerca de 80 por cento do abastecimento alimentar dos humanos provenha de apenas 20 tipos de plantas, os humanos utilizam pelo menos 40.000 espécies. A biodiversidade sobrevivente da Terra fornece recursos para aumentar a variedade de alimentos e outros produtos adequados para uso humano, embora a taxa de extinção atual reduza esse potencial.

### Saúde humana

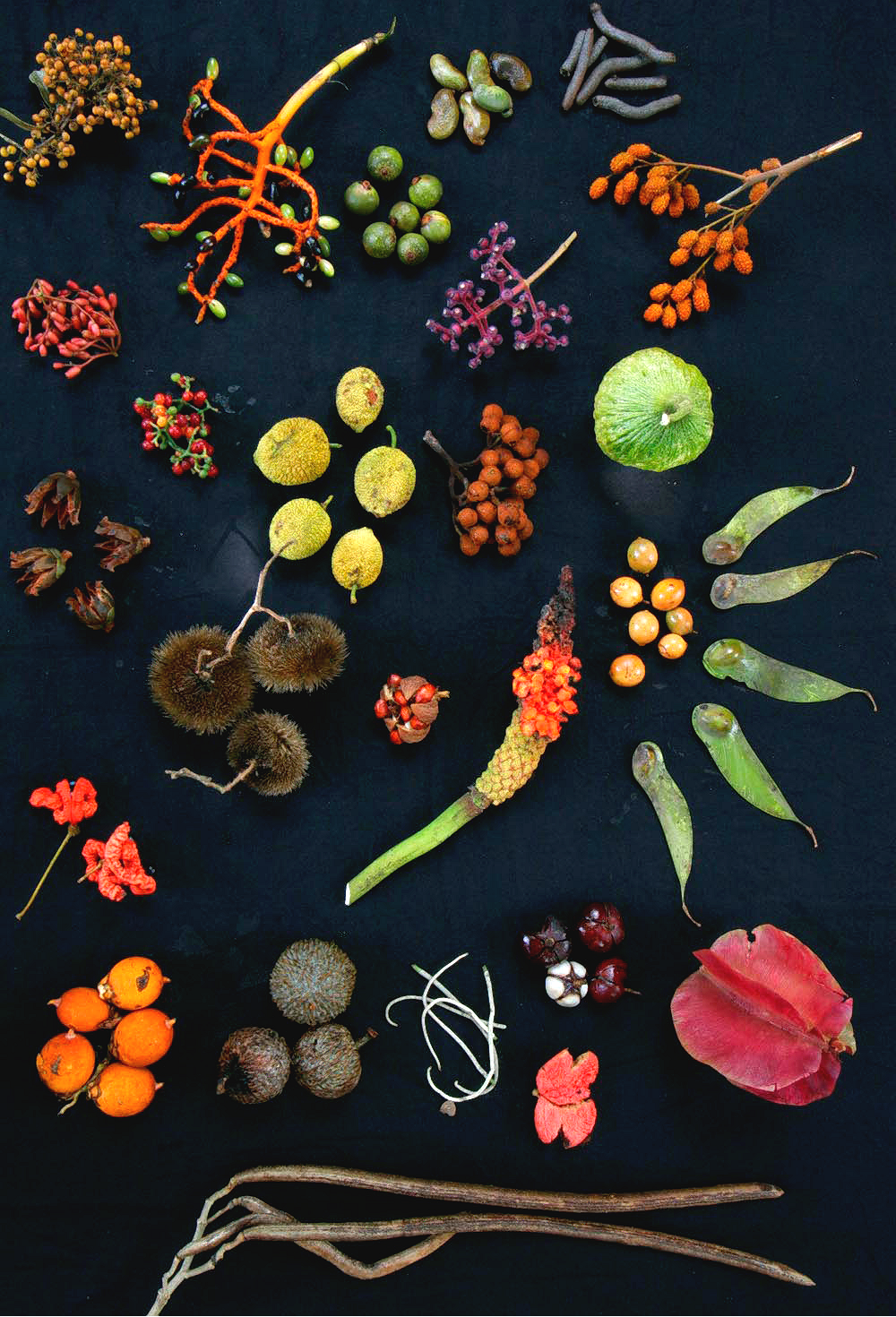
A diversificada copa das árvores da Ilha Barro Colorado, no Panamá, produziu esta exibição de diferentes frutas

A relevância da biodiversidade para a saúde humana está a tornar-se uma questão política internacional, à medida que as evidências científicas se baseiam nas implicações globais da perda de biodiversidade para a saúde. Esta questão está intimamente ligada à questão das alterações climáticas, uma vez que muitos dos riscos para a saúde previstos pelas alterações climáticas estão associados a alterações na biodiversidade (por exemplo, alterações nas populações e na distribuição de vectores de doenças, escassez de água doce, impactos na biodiversidade agrícola e nos recursos alimentares, etc.). Isto acontece porque as espécies com maior probabilidade de desaparecer são aquelas que protegem contra a transmissão de doenças infecciosas, enquanto as espécies sobreviventes tendem a ser aquelas que aumentam a transmissão de doenças, como o vírus do Nilo Ocidental, a doença de Lyme e o hantavírus, de acordo com um estudo feito em coautoria por Felicia Keesing, ecologista do Bard College, e Drew Harvell, diretor associado do Meio Ambiente do Centro Atkinson para um Futuro Sustentável (ACSF) da Universidade de Cornell.
Algumas das questões de saúde influenciadas pela biodiversidade incluem a saúde alimentar e a segurança nutricional, as doenças infecciosas, a ciência médica e os recursos medicinais, a saúde social e psicológica. Sabe-se também que a biodiversidade desempenha um papel importante na redução do risco de catástrofes e nos esforços de socorro e recuperação pós-catástrofe.
A biodiversidade fornece suporte crítico para a descoberta de medicamentos e a disponibilidade de recursos medicinais. Uma proporção significativa de medicamentos é derivada, direta ou indiretamente, de fontes biológicas: pelo menos 50% dos compostos farmacêuticos no mercado dos EUA são derivados de plantas, animais e microrganismos, enquanto cerca de 80% da população mundial depende de medicamentos da natureza (usados na prática médica moderna ou tradicional) para cuidados de saúde primários.
Os ecossistemas marinhos são particularmente importantes, embora uma bioprospecção inadequada possa aumentar a perda de biodiversidade, bem como violar as leis das comunidades e estados de onde os recursos são retirados.

### Negócios e indústria
Muitos materiais industriais derivam diretamente de fontes biológicas. Isso inclui materiais de construção, fibras, corantes, borracha e óleo. A biodiversidade também é importante para a segurança de recursos como água, madeira, papel, fibras e alimentos. Como resultado, a perda de biodiversidade é um fator de risco significativo no desenvolvimento empresarial e uma ameaça à sustentabilidade económica a longo prazo.

### Valor cultural e estético
Filosoficamente, pode-se argumentar que a biodiversidade tem valor estético e espiritual intrínseco para a humanidade em si mesma. Esta ideia pode ser usada como contrapeso à noção de que as florestas tropicais e outros reinos ecológicos só são dignos de conservação devido aos serviços que prestam.
A biodiversidade também proporciona muitos benefícios não materiais, incluindo valores espirituais e estéticos, sistemas de conhecimento e educação.

## Medindo a biodiversidade
Existem vários meios objetivos para medir empiricamente a biodiversidade. Cada medida está relacionada com uma utilização específica dos dados e é provável que esteja associada à variedade de genes. A biodiversidade é comumente medida em termos da riqueza taxonômica de uma área geográfica durante um intervalo de tempo. Para calcular a biodiversidade, primeiro devem ser obtidas a equidade das espécies, a riqueza das espécies e a diversidade das espécies. Equidade de espécies é o número relativo de indivíduos de cada espécie em uma determinada área. Riqueza de espécies é o número de espécies presentes em uma determinada área. Diversidade de espécies é a relação entre uniformidade de espécies e riqueza de espécies. Existem muitas maneiras de medir a biodiversidade dentro de um determinado ecossistema. No entanto, os dois mais populares são o índice de diversidade de Shannon-Weaver, comumente referido como índice de diversidade de Shannon, e o outro é o índice de diversidade de Simpson. Embora muitos cientistas prefiram usar o índice de diversidade de Shannon simplesmente porque leva em conta a riqueza de espécies.

### Limites analíticos
Menos de 1% de todas as espécies descritas foram estudadas além de se notar sua existência. A grande maioria das espécies da Terra são microbianas. A física contemporânea da biodiversidade está “firmemente fixada no mundo visível [macroscópico]”. Por exemplo, a vida microbiana é metabolicamente e ambientalmente mais diversa do que a vida multicelular (ver, por exemplo, extremófilo). "Na árvore da vida, com base em análises de RNA ribossômico de subunidade pequena, a vida visível consiste em galhos quase imperceptíveis. A relação inversa de tamanho e população recorre mais alto na escada evolutiva — para uma primeira aproximação, todas as espécies multicelulares na Terra são insetos". As taxas de extinção de insetos são altas, apoiando a hipótese de extinção do Holoceno.